# Comarca Metropolitana de Sevilla
La Comarca Metropolitana de Sevilla es una comarca española situada en la provincia de Sevilla, en Andalucía. Esta comarca se creó en 2003 por la Junta de Andalucía.
Se compone de Sevilla capital y los municipios limítrofes, concretamente los que conforman la conurbación de la primera corona de la comarca histórica del Aljarafe (Almensilla, Bormujos, Camas, Castilleja de Guzmán, Castilleja de la Cuesta, Coria del Río, Espartinas, Gelves, Gines,  La Puebla del Río,  Mairena del Aljarafe, Palomares del Río, Salteras, San Juan de Aznalfarache, Santiponce, Tomares y Valencina de la Concepción) junto con Alcalá de Guadaíra que pertenece oficialmente a la comarca de Los Alcores, Dos Hermanas, La Rinconada e Isla Mayor.
Limita al este con la Campiña de Carmona, Campiña de Morón y Marchena y el Bajo Guadalquivir, al sur con la Costa Noroeste de Cádiz, al oeste con El Aljarafe y al norte con la Sierra Norte de Sevilla y la Vega del Guadalquivir.
La comarca está formada por 22 municipios, los cuales se listan a continuación:
| Escudo                           | Municipio                        | Población (INE 2022) | Extensión (km²) | Densidad |
| -------------------------------- | -------------------------------- | -------------------- | --------------- | -------- |
|                                  | Sevilla                          | 681 998              | 141,42          | 4822,5   |
|                                  | Dos Hermanas                     | 137 561              | 160,48          | 857,2    |
|                                  | Alcalá de Guadaira               | 75 917               | 284,82          | 266,5    |
|                                  | Mairena del Aljarafe             | 47 161               | 17,74           | 2658,5   |
|                                  | La Rinconada                     | 39 509               | 138,84          | 284,6    |
|                                  | Coria del Río                    | 30 714               | 62,06           | 494,9    |
|                                  | Camas                            | 27 443               | 11,66           | 2353,6   |
|                                  | Tomares                          | 25 341               | 5,22            | 4854,6   |
|                                  | Bormujos                         | 22 536               | 12,27           | 1836,7   |
|                                  | San Juan de Aznalfarache         | 22 138               | 4,11            | 5386,4   |
|                                  | Castilleja de la Cuesta          | 17 230               | 2,16            | 7976,9   |
|                                  | Espartinas                       | 16 401               | 22,77           | 720,3    |
|                                  | Gines                            | 13 507               | 2,9             | 4657,6   |
|                                  | La Puebla del Río                | 11 855               | 375,14          | 31,6     |
|                                  | Gelves                           | 10 317               | 8,29            | 1244,5   |
|                                  | Palomares del Río                | 90 83                | 13,13           | 691,8    |
|                                  | Santiponce                       | 8 507                | 8,41            | 1011,5   |
|                                  | Valencina de la Concepción       | 7 988                | 25,17           | 317,4    |
|                                  | Almensilla                       | 6 415                | 14,19           | 452,1    |
|                                  | Isla Mayor                       | 5 767                | 114,51          | 50,4     |
|                                  | Salteras                         | 5 616                | 57,54           | 97,6     |
|                                  | Castilleja de Guzmán             | 2 866                | 2,04            | 1404,9   |
| Comarca Metropolitana de Sevilla | Comarca Metropolitana de Sevilla | 1 225 870            | 1 484,87        | 825,57   |